# Avlidna 2018 (juli–december)

## Juli

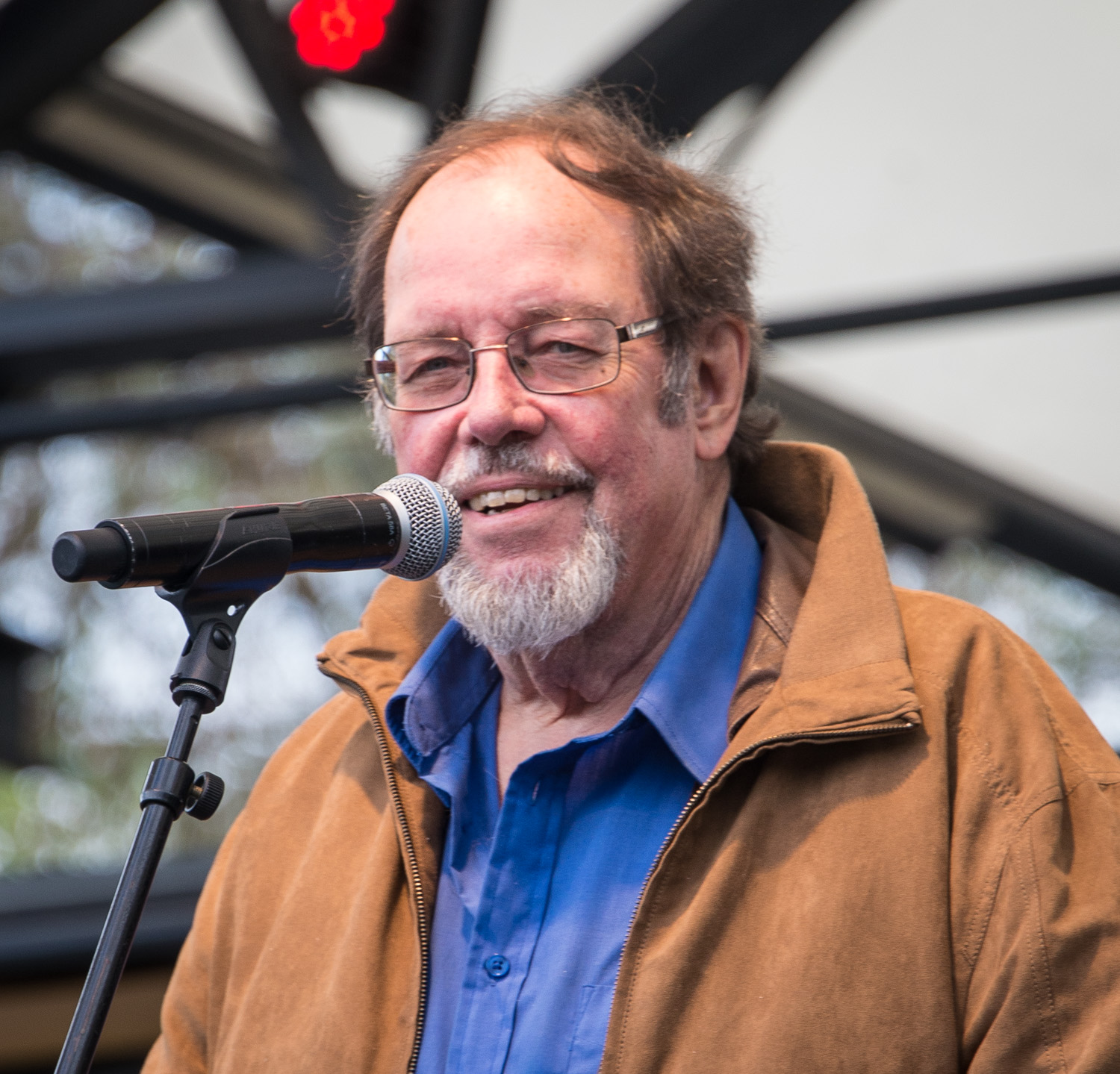
Den svenske trubaduren Stefan Demert avled 9 juli, 78 år gammal.

- 1 juli – Lars-Johan Schalin, 87, finlandssvensk psykoanalytiker och utbildare[1]
- 3 juli − Gunnar Ljusterdal, 87, svensk journalist (Grönköpings Veckoblad, etc).[2][3]
- 4 juli – Margareta Hallerdt, 91, svensk arkeolog och museichef.[4]
- 5 juli – Åke Dahlbom, 68, svensk scenograf och konstnär.[5]
- 5 juli – Claude Lanzmann, 92, fransk filmskapare och journalist (Shoah, etc).[6]
- 5 juli – Jean-Louis Tauran, 75, fransk romersk-katolsk kardinal, ordförande för Påvliga Rådet för Interreligiös Dialog sedan 2007 och camerlengo sedan 2014.[7]
- 6 juli – Shoko Asahara, 63, japansk sektledare (Aum Shinrikyo).[8]
- 6 juli – Vlatko Ilievski, 33, makedonsk sångare.[9]
- 8 juli – Tab Hunter, 86, amerikansk skådespelare och sångare.[10]
- 8 juli – Robert D. Ray, 89, amerikansk republikansk politiker, Iowas guvernör 1969–1983.[11]
- 9 juli – Peter Carington, 6:e baron Carrington, 99, brittisk officer, affärsman och konservativ politiker, utrikesminister 1979–1982.[12]
- 9 juli – Stefan Demert, 78, svensk trubadur.[13]
- 9 juli – Hans-Pavia Rosing, 70, grönländsk politiker och ämbetsman.[14]
- 9 juli – Hans Günter Winkler, 91, tysk ryttare.[15]
- 10 juli – Kebede Balcha, 66, etiopisk maratonlöpare.[16]
- 11 juli – Lindy Remigino, 87, amerikansk friidrottare, OS-guld 1952.[17]
- 11 juli – Jan Simons, 71, svensk idrottsledare.[18]
- 12 juli – Olle Lindgren, 88, svensk tecknare, grafiker och målare.[19]
- 13 juli – Stan Dragoti, 85, amerikansk filmregissör.[20]
- 13 juli – Thorvald Stoltenberg, 87, norsk diplomat och politiker.[21]
- 13 juli – Jocelyn Vollmar, 92, amerikansk ballerina och balettlärare.[22]
- 15 juli – Maj-Britt Bæhrendtz, 102, svensk journalist och författare.[23]
- 15 juli – Ray Emery, 35, kanadensisk ishockeyspelare.[24]
- 15 juli – Rune Pär Olofsson, 92, svensk författare, journalist och präst.[25]
- 15 juli – Lars Rosander, 83, svensk författare och militärhistoriker.[26]
- 15 juli – Tord Slättegård, 84, svensk operasångare.[27]
- 15 juli – Dragutin Šurbek, 71, kroatisk (jugoslavisk) bordtennisspelare, världsmästare 1979 och 1983.[28]
- 16 juli – Göran Gustafsson, 81, svensk religionssociolog.[29]
- 18 juli – Burton Richter, 87, amerikansk fysiker, nobelpristagare i fysik 1976.[30]
- 21 juli – Jonathan Gold, 57, amerikansk matskribent, Pulitzerpristagare.[31]
- 22 juli – Frank Havens, 93, amerikansk kanotist.[32]
- 22 juli – Chiyo Miyako, 117, japansk kvinna och världens äldsta människa.[33]
- 23 juli – Maryon Pittman Allen, 92, amerikansk journalist och politiker.[34]
- 23 juli – Paul Madeley, 73, brittisk (engelsk) fotbollsspelare.[35]
- 24 juli – Lennart "Nappe" Kärrström, 83, svensk handbollsspelare.[36]
- 24 juli – Sven Westerberg, 72, svensk författare.[37]
- 25 juli – Sergio Marchionne, 66, italiensk-kanadensisk företagsledare, VD och styrelseordförande för Fiat Chrysler Automobiles.[38]
- 25 juli – Solmu Mäkelä, 96, finländsk scenmagiker[39]
- 26 juli – Adem Demaçi, 82, kosovoalbansk politisk aktivist.[40]
- 27 juli – Bernard Hepton, 92, brittisk skådespelare (Hemliga armén).[41]
- 27 juli – Lizzie Lundberg, 90, dansk-svensk konstnär och grafiker.[42]
- 27 juli – Vladimir Vojnovitj, 85, rysk (sovjetiskfödd) författare.[43]
- 29 juli – Oliver Dragojević, 70, kroatisk (jugoslavisk) sångare och låtskrivare.[44]
- 29 juli – Vibeke Skofterud, 38, norsk längdskidåkare.[45]
- 29 juli – Tomasz Stańko, 76, polsk jazztrumpetare och kompositör.[46]
- 30 juli – Ron Dellums, 82, amerikansk demokratisk politiker, representanthusledamot 1971–1998, borgmästare i Oakland 2007–2011.[47]
- 30 juli – Johan Forslund, 72, svensk militär.[48]
- 30 juli – Eero Hiironen, 80, finländsk skulptör.[49]
- 30 juli – Lars-Yngve Johansson, 77, svensk antikhandlare och smyckesexpert (Antikrundan).[50][51]
- 30 juli – Finn Tveter, 70, norsk roddare.[52][53]
- 31 juli – Håkan Jansson, 68, svensk moderat politiker.[54]

## Augusti

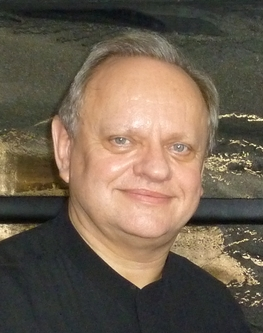
Den franske kocken och traktören Joël Robuchon avled 6 augusti, 73 år gammal.

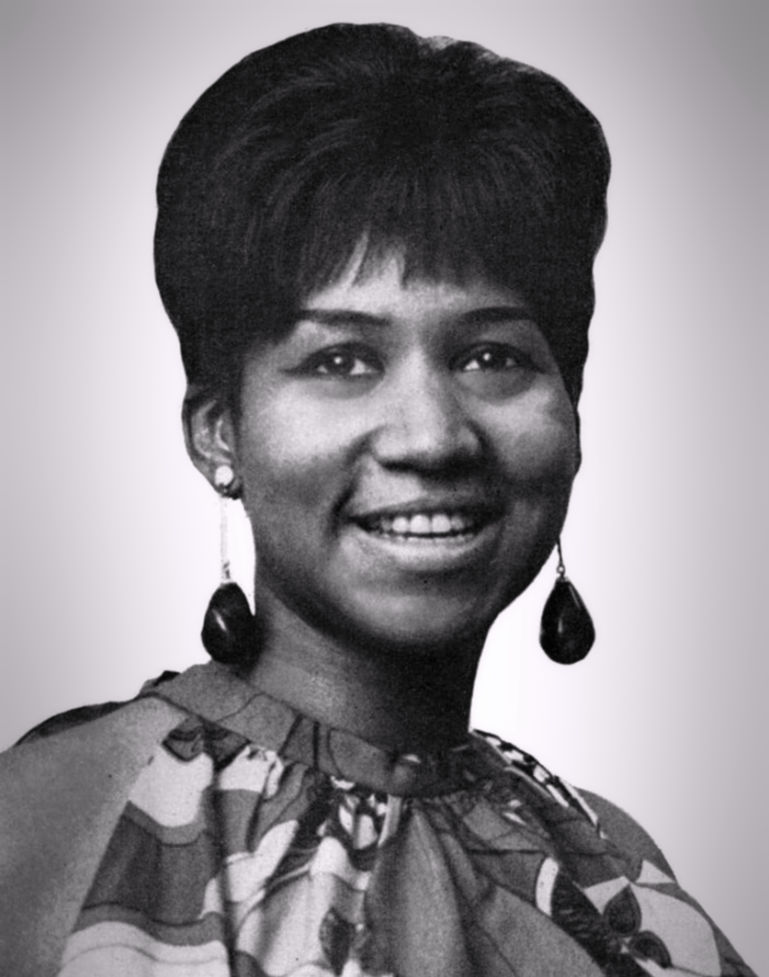
Den amerikanska sångaren Aretha Franklin avled 16 augusti, 76 år gammal.

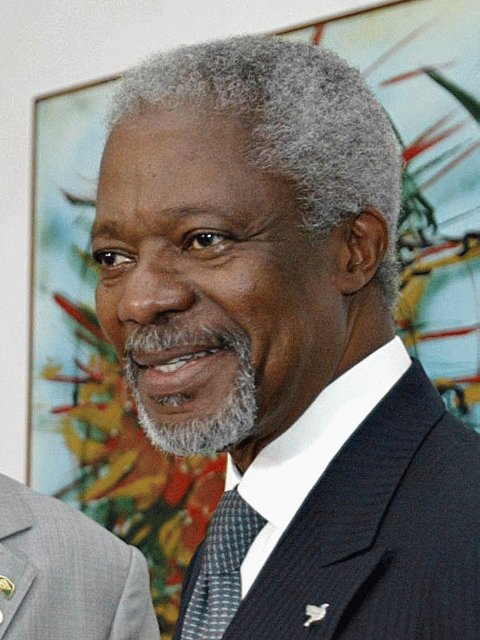
Den ghananske diplomaten Kofi Annan avled 18 augusti, 80 år gammal.

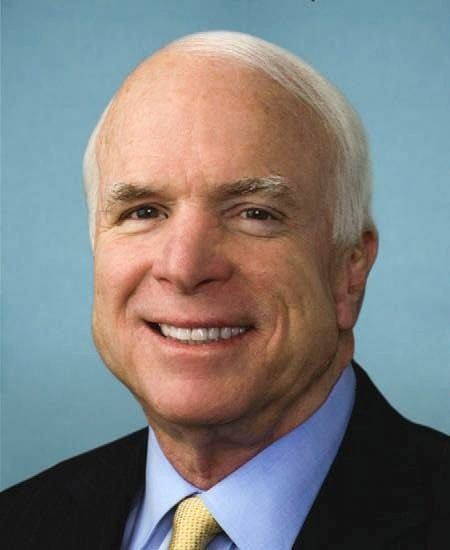
Den amerikanske politikern John McCain avled 25 augusti, 81 år gammal.

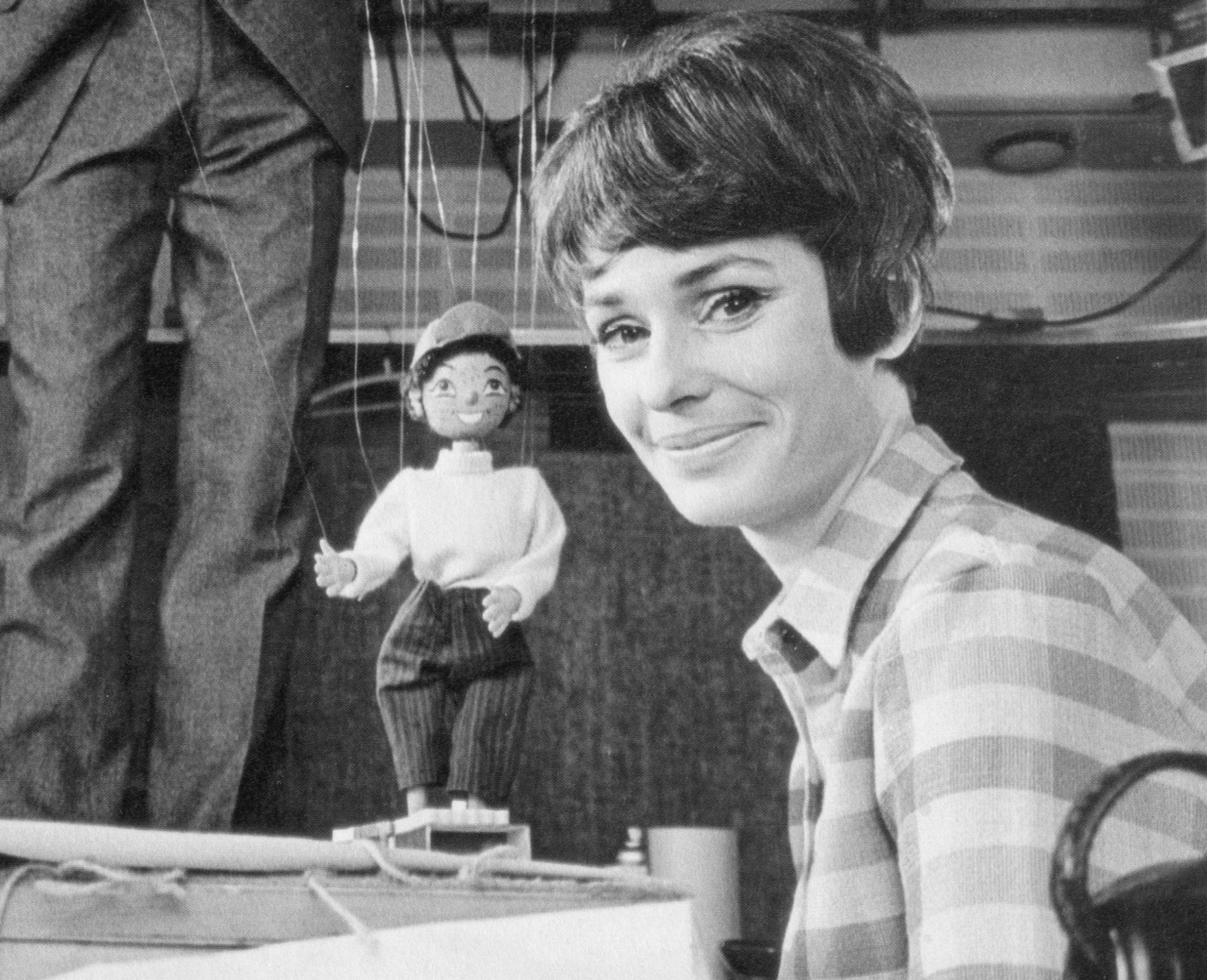
Den svenska programledaren Anita Lindman avled 31 augusti, 86 år gammal.

- 1 augusti – Finn Asp, 89, svensk konstnär.[55][56]
- 1 augusti – Mary Carlisle, 104, amerikansk skådespelare.[57]
- 2 augusti – Tom Cox, 88, brittisk labourpolitiker.[58][59]
- 4 augusti – Lorrie Collins, 76, amerikansk sångare (The Collins Kids).[60]
- 4 augusti – Stephen Goodson, sydafrikansk bankman, författare och politisk aktivist.[61]
- 5 augusti – Barry Elliot, 73, brittisk komiker.[62]
- 5 augusti – Piotr Szulkin, 68, polsk filmregissör.[63]
- 5 augusti – Anders Wilhelmson, 88, svensk journalist.[64]
- 6 augusti – Margaret Heckler, 87, amerikansk republikansk politiker och diplomat, hälsovårdsminister 1983–1985, representanthusledamot 1967–1983.[65]
- 6 augusti – Paul Laxalt, 96, amerikansk republikansk politiker, senator (Nevada) 1974–1987.[66]
- 6 augusti – Caj Lundgren ("Kajenn"), 87, svensk journalist, översättare och dagsversmakare.[67]
- 6 augusti – Bo Munthe, 75, svensk utövare av budo.[68]
- 6 augusti – Joël Robuchon, 73, fransk kock och kokboksförfattare.[69]
- 7 augusti – M. Karunanidhi, 94, indisk politiker, premiärminister i Tamil Nadu, partiledare för Dravida Munnetra Kazhagam.[70]
- 7 augusti – Anton Lehmden, 89, österrikisk bildkonstnär och grafiker.[71]
- 7 augusti – Stan Mikita, 78, slovakisk-kanadensisk ishockeyspelare.[72]
- 8 augusti – Nicholas Bett, 28, kenyansk friidrottare.[73]
- 8 augusti – Christer Brosjö, 76, svensk teaterregissör, dramaturg och dramatiker.[74]
- 8 augusti – Göran Bundy, 97, svensk diplomat och jurist.[75]
- 8 augusti – Brynolf Wendt, 92, svensk åklagare, politiker och TV-personlighet (Efterlyst).[76]
- 10 augusti – László Fábián, 82, ungersk kanotist.[77]
- 11 augusti – Eszter Karaszi, 81, svensk politiker och civilrättskämpe.[78]
- 11 augusti – V.S. Naipaul, 85, trinidadisk-brittisk författare, nobelpristagare i litteratur 2001.[79]
- 12 augusti – Samir Amin, 86, egyptisk-fransk marxistisk ekonom.[80]
- 12 augusti – Karin Wilhelmson, 85, svensk journalist och radioproducent.[75]
- 13 augusti – Somnath Chatterjee, 89, indisk politiker.[81]
- 13 augusti – Heini Heinesen, 80, färöisk republikansk politiker.[82]
- 14 augusti – Ingegerd Möller, 89, svensk målare, textilkonstnär och grafiker.[83]
- 14 augusti – Kurt Olofsson, 89, svensk militär.[84]
- 14 augusti – Eduard Uspenskij, 80, rysk (sovjetiskfödd) författare (skapare av figurerna Drutten och Gena).[85]
- 15 augusti – Allan Rune Pettersson, 82, svensk radio- och TV-producent och författare av barnböcker.[86]
- 16 augusti – Benny Andersen, 88, dansk författare, poet, kompositör och pianist.[87]
- 16 augusti – Mats Carlbom, 68, svensk journalist och författare.[88]
- 16 augusti – Aretha Franklin, 76, amerikansk sångare.[89]
- 16 augusti – Arne Johansson, 91, svensk olympisk cyklist.[90]
- 16 augusti – Kim Yong-chun, 82, nordkoreansk politiker och militär.[91]
- 16 augusti – Jelena Sjusjunova, 49, rysk (sovjetiskfödd) gymnast.[92]
- 16 augusti – Atal Bihari Vajpayee, 93, indisk politiker, premiärminister 1996 och 1998–2004.[93]
- 17 augusti – Leonard Boswell, 84, amerikansk demokratisk politiker, representanthusledamot 1997–2013.[94]
- 17 augusti – Anne-Li Norberg, 64, svensk skådespelare.[95]
- 17 augusti – Halima Xudoyberdiyeva, 71, uzbekisk poet.[96]
- 18 augusti – Kofi Annan, 80, ghanansk diplomat, FN:s generalsekreterare 1997–2006.[97]
- 18 augusti – Ronnie Moore, 85, nyzeeländsk speedwayförare, världsmästare 1954 och 1959.[98]
- 18 augusti – Tytti Parras, 75, finländsk författare.[99]
- 19 augusti – Fredrik Grundel, 74, svensk radioproducent och programledare (Eldorado, På gränsen).[100]
- 19 augusti – Darrow Hooper, 86, amerikansk kulstötare.[101]
- 20 augusti – Uri Avnery, 94, israelisk fredsaktivist, politiker och författare.[102]
- 20 augusti – Ingemar Hansson, 67, svensk nationalekonom och ämbetsman.[103][104]
- 20 augusti – Fidelis Mhashu, 76, zimbabwisk politiker.[105]
- 21 augusti – Holger Bjärnlid, 90, svensk militär.[106]
- 21 augusti – Barbara Harris, 83, amerikansk skådespelare.[107]
- 21 augusti – Hanna Mina, 94, syrisk författare.[108]
- 21 augusti – Stefán Karl Stefánsson, 43, isländsk skådespelare.[109]
- 22 augusti – Gurudas Kamat, 63, indisk politiker och advokat.[110]
- 22 augusti – Ed King, 68, amerikansk rockgitarrist (Lynyrd Skynyrd).[111]
- 23 augusti – Dieter Thomas Heck, 80, tysk programledare och sångare.[112]
- 24 augusti – Günes Karabuda, 84, turkisk-svensk fotograf, journalist, författare och filmare.[113]
- 25 augusti – Lars Erik Falk, 96, svensk konstnär.[114]
- 25 augusti – Arne Gundersen, 99, svensk pilot och flyglärare.[115]
- 25 augusti – John McCain, 81, amerikansk republikansk politiker och tidigare militär, senator för Arizona sedan 1987.[116]
- 25 augusti – Kyle Pavone, 28, amerikansk rocksångare (We Came as Romans).[117]
- 26 augusti – Bertil Kristensson, 78, svensk militär.[118]
- 26 augusti – Inge Borkh, 97, tysk operasångare (sopran).[119]
- 26 augusti – Matti J. Korhonen, 84, sverigefinländsk lärare och socialdemokratisk politiker.[120][121]
- 26 augusti – Einar Larsson, 93, svensk politiker, landshövding i Kristianstads län 1985–1989.[122]
- 26 augusti – Neil Simon, 91, amerikansk dramatiker och manusförfattare.[123]
- 27 augusti – Stellan Westerdahl, 82, svensk seglare och affärsman.[124]
- 27 augusti – Hugo Westling, 88, svensk riksspelman.[125]
- 28 augusti – Tatiana Kuznetsova, 77, rysk-sovjetisk kosmonaut.
- 29 augusti – James Mirrlees, 82, brittisk (skotsk) nationalekonom, mottagare av Sveriges Riksbanks pris i ekonomisk vetenskap till Alfred Nobels minne 1996.[126]
- 29 augusti – Paul Taylor, 88, amerikansk dansare och koreograf.[127]
- 31 augusti – Luigi Luca Cavalli-Sforza, 96, italiensk populationsgenetiker.[128]
- 31 augusti – Anita Lindman, 86, svensk programpresentatör, programledare och tv-producent (Anita och Televinken).[129]
- 31 augusti – Carole Shelley, 79, amerikansk skådespelare.[130]
- 31 augusti – Aleksandr Zachartjenko, 42, ukrainsk separatistledare, president och premiärminister för Folkrepubliken Donetsk.[131]

## September

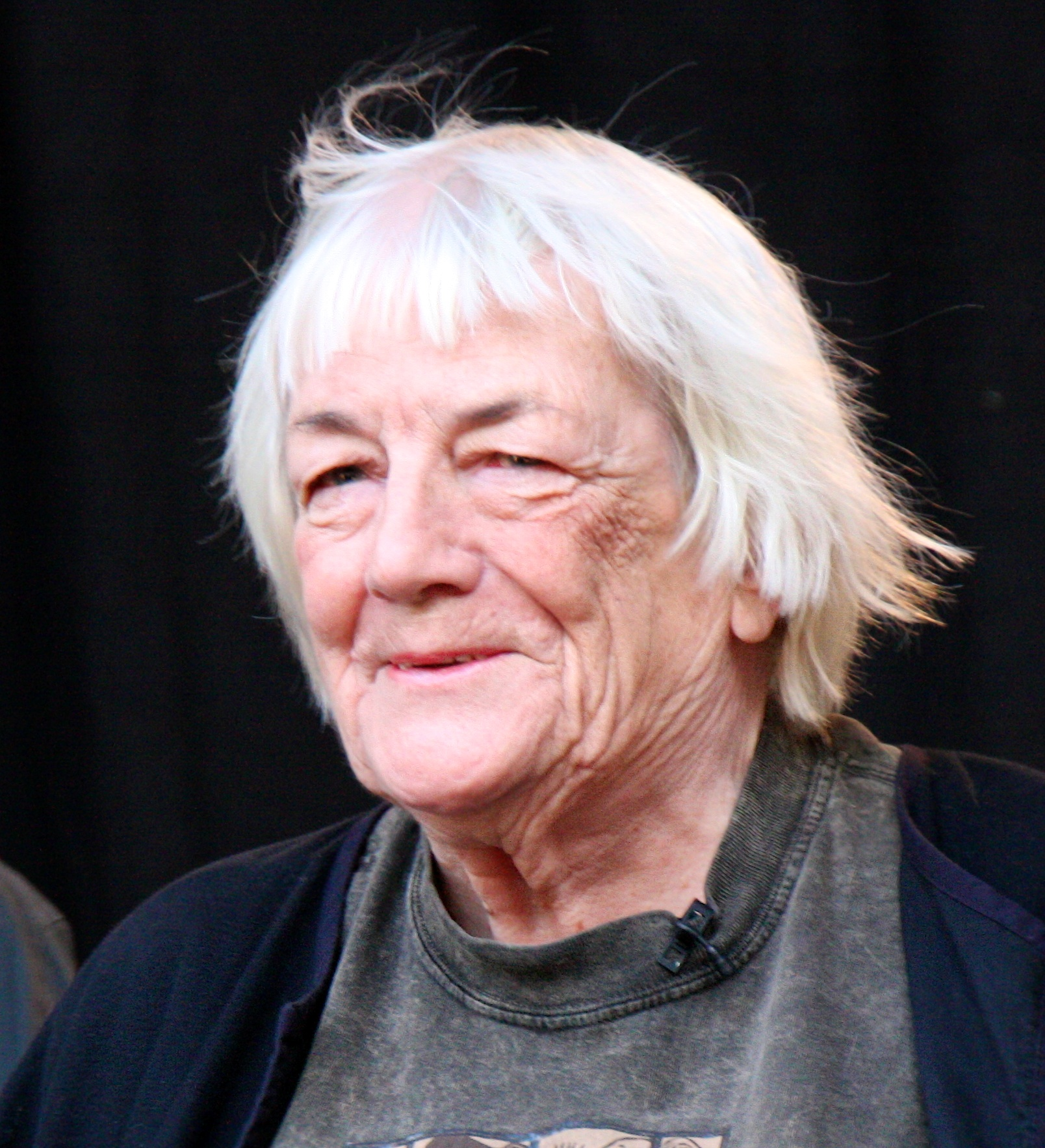
Den norsk-svenska författaren Margit Sandemo avled 1 september, 94 år gammal.

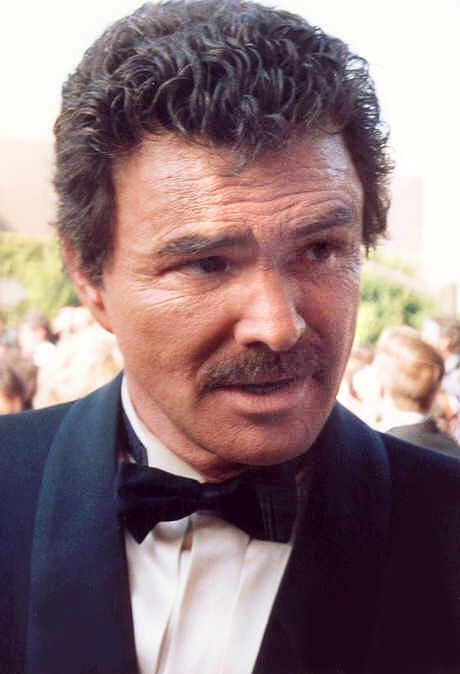
Den amerikanske skådespelaren Burt Reynolds avled 6 september, 82 år gammal.

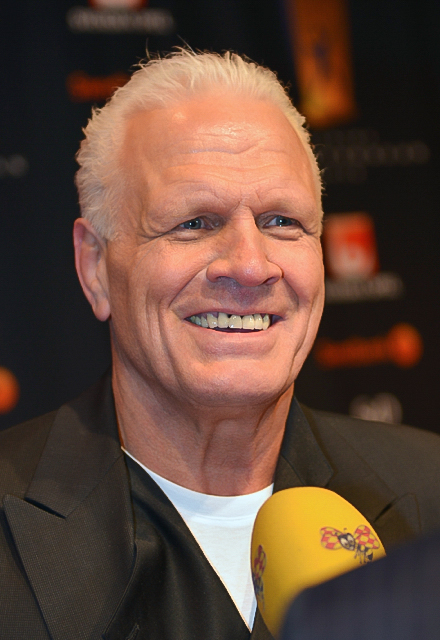
Den svenske brottaren Frank Andersson avled 9 september, 62 år gammal.

- 1 september – Margit Sandemo, 94, norsk-svensk författare (Sagan om Isfolket).[132]
- 1 september – Ehsan Yarshater, 98, iransk iranist.[133]
- 3 september – Clasina Isings, 99, nederländsk professor i arkeologi.[134]
- 5 september – Dennis Green, 87, australisk kanotist.[135]
- 6 september – Richard DeVos, 92, amerikansk företagsledare.[136]
- 6 september – Antti Eskola, 84, finländsk sociolog och professor.[137]
- 6 september – Liz Fraser, 88, brittisk skådespelare.[138]
- 6 september – Burt Reynolds, 82, amerikansk skådespelare (bl.a Den sista färden).[139]
- 6 september – Sven Wernström, 93, svensk författare (Trälarna).[140]
- 7 september – Kurt Helmudt, 74, dansk roddare.[141]
- 7 september – Mac Miller, 26, amerikansk rappare.[142]
- 7 september – Ingemar Mundebo, 87, svensk folkpartistisk politiker, budgetminister 1976–1980, tillika ekonomiminister 1978–1979, landshövding och generaldirektör.[143]
- 9 september – Frank Andersson, 62, svensk professionell brottare och TV-personlighet.[144]
- 9 september – Daniel Küblböck, 33, tysk popsångare.[145]
- 9 september – Jackie Mattsson, 63, svensk fotbollsspelare.[146]
- 10 september - Silvija Bardh, 93, svensk skådespelare.[147]
- 10 september – Michel Bonnevie, 96, fransk basketspelare.[148]
- 10 september – István Géczi, 74, ungersk fotbollsspelare.[149]
- 10 september – Paul Virilio, 86, fransk filosof.[150]
- 11 september – Ahmadu Jah, 82, sierraleonskfödd svensk musiker och kompositör, far till Neneh Cherry och Titiyo Jah.[151]
- 11 september – Kalle Könkkölä, 68, finsk politiker och människorättsaktivist.[152]
- 11 september – Ann Smith, 88, svensk författare.[153]
- 12 september – Rachid Taha, 59, algerisk sångare, musiker och kompositör.[154]
- 12 september – Bo Montelius, 84, svensk skådespelare och regissör.[155]
- 12 september – Kristina Widman, 89, svensk författare.[156]
- 13 september - Else Lundgren, 99, svensk översättare.[157]
- 14 september – Anneke Grönloh, 76, nederländsk sångare.[158]
- 15 september - Michael Kallaanvaara, 77, svensk skådespelare.[159]
- 15 september – Warwick Estevam Kerr, 96,  brasiliansk genetiker, entomolog och professor.[160]
- 18 september – Robert Venturi, 93, amerikansk arkitekt.[161]
- 19 september – Győző Kulcsár, 77, ungersk fäktare, olympisk guldmedaljör.[162]
- 20 september – John Cunliffe, 85, brittisk barnboksförfattare (Postis Per).[163]
- 20 september – Marcus Idoffson, 38, svensk dansbandsmusiker (Berth Idoffs).[164]
- 20 september – Mohammed Karim Lamrani, 99, marockansk politiker, premiärminister 1971–1972, 1983–1986 och 1992–1994.[165]
- 21 september – Bengt Bengtsson, 77, svensk företagare.[166]
- 21 september – Eigil Friis-Christensen, 73, dansk rymdfysiker.[167]
- 21 september – Helmer Gustavson, 80, svensk runolog.[168]
- 21 september – Trần Đại Quang, 61, vietnamesisk politiker, president sedan 2016.[169]
- 22 september – Chas Hodges, 74, brittisk musiker, sångare och låtskrivare (Chas and Dave).[170]
- 22 september – Lars Huck Hultgren, 87, svensk målare grafiker och skulptör.[171]
- 22 september – Johan Pettersson, 94, svensk präst och etnolog.[172]
- 22 september – Birgitta Rembe, 89, svensk journalist.[173]
- 23 september – Berth Idoff, 77, svensk dansbandsmusiker (Berth Idoffs).[164]
- 23 september – Charles K. Kao, 84, kinesisk-brittisk-amerikansk fysiker och elektronikingenjör, nobelpristagare i fysik 2009.[174]
- 23 september – Gary Kurtz, 78, amerikansk filmproducent och assisterande regissör (Stjärnornas krig).[175]
- 23 september – Helmut Köglberger, 72, österrikisk fotbollsspelare.[176]
- 24 september – Lars Wohlin, 85, svensk nationalekonom, politiker och riksbankschef.[177]
- 25 september – Evelyn Anthony, 92, brittisk författare.[178][179]
- 25 september – Vladimir Voronkov, 74, rysk (sovjetiskfödd) längdskidåkare.[180]
- 27 september – Caj Andersson, 91, svensk journalist.[181]
- 27 september – Marty Balin, 76, amerikansk rocksångare och musiker (Jefferson Airplane).[182]
- 27 september – James G. March, 90, amerikansk sociolog och organisationsteoretiker inom företagsekonomi.[183]
- 28 september – Barnabas Sibusiso Dlamini, 76, swaziländsk premiärminister 1996–2003 och 2008–2018.[184]
- 28 september – Bob Jane, 88, australisk racerförare och entreprenör.[185]
- 28 september – Juris Silovs, 68, lettisk (sovjetisk) friidrottare.[186]
- 29 september – Eugene John Gerber, 87, amerikansk romersk-katolsk biskop.[187]
- 29 september – Tove Lindbo Larsen, 89, dansk socialdemokratisk politiker, kyrkominister 1981–1982, Grönlandsminister 1981–1982.[188]
- 29 september – Peter Robeson, 88, brittisk ryttare.[189]
- 29 september – Otis Rush, 83, amerikansk bluesgitarrist, sångare och låtskrivare.[190]
- 30 september – Walter Laqueur, 97, amerikansk historiker, journalist och politisk kommentator med tysk-judisk bakgrund.[191]
- 30 september – Kim Larsen, 72, dansk sångare, musiker och låtskrivare.[192]

## Oktober

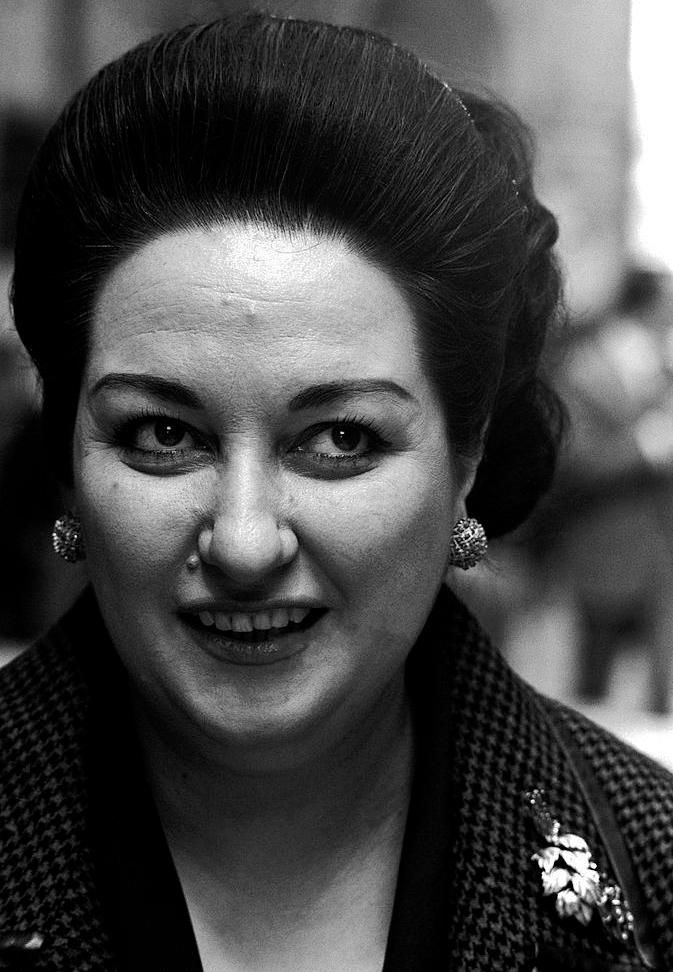
Den spanska sopranen Montserrat Caballé avled 6 oktober, 85 år gammal.

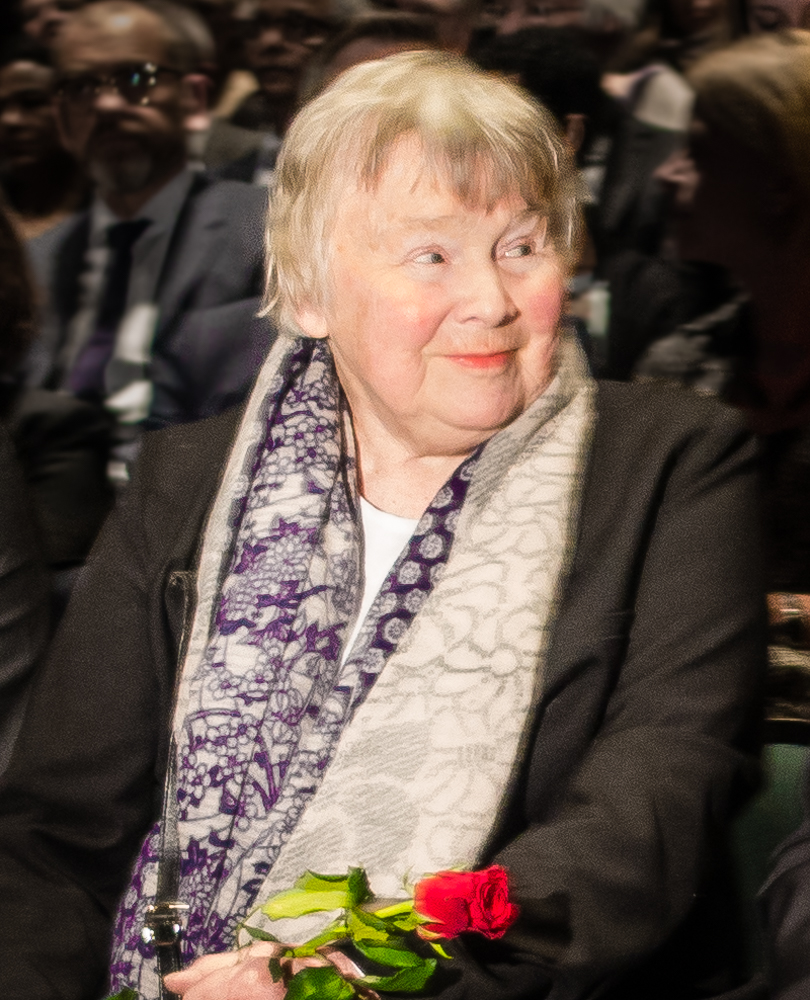
Före detta ordföranden i svenska Unicef, Lisbeth Palme avled 18 oktober, 87 år gammal.

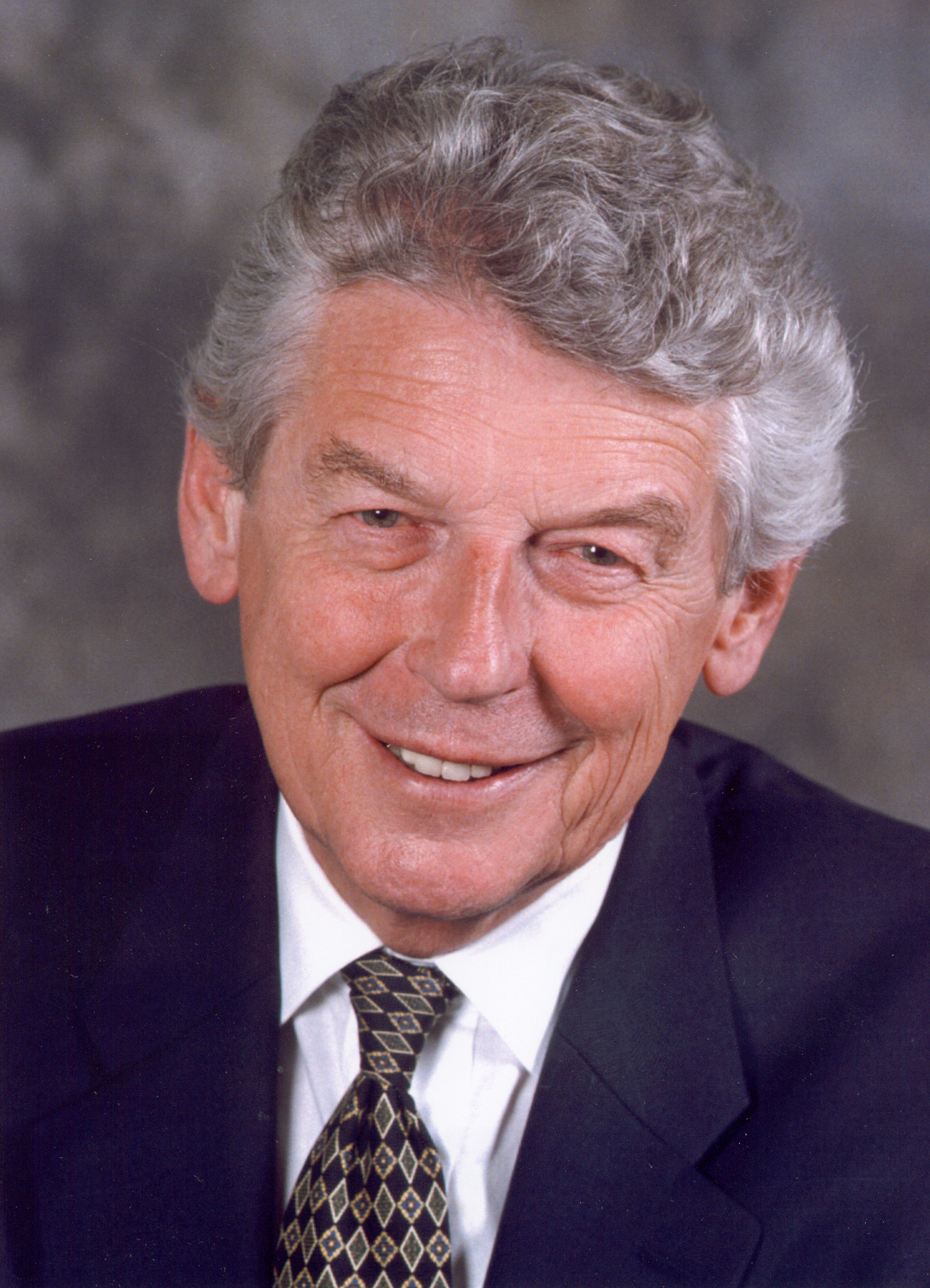
Den nederländske politikern och tidigare premiärministern Wim Kok avled 20 oktober, 80 år gammal.

- 1 oktober – Charles Aznavour, 94, fransk sångare, viskompositör och skådespelare.[193]
- 1 oktober – Ben Daglish, 52, brittisk musiker och kompositör av dataspelsmusik.[194]
- 1 oktober – Carlos Ezquerra, 70, spansk serietecknare (Judge Dredd, etc).[195]
- 1 oktober – Đỗ Mười, 101, vietnamesisk politiker, premiärminister 1988–1991 och generalsekreterare i centralkommittén i Vietnams kommunistiska parti 1991–1997.[196]
- 2 oktober – Gert Crafoord, 88, svensk violinist.[197]
- 2 oktober – Geoff Emerick, 72, brittisk ljud- och inspelningstekniker och musikproducent (framförallt känd för sitt samarbete med Beatles).[198]
- 2 oktober – Jamal Khashoggi, 59, saudisk journalist, publicist och dissident.[199]
- 3 oktober – Leon M. Lederman, 96, amerikansk fysiker, nobelpristagare i fysik 1988.[200]
- 3 oktober – Bror Stefenson, 89, svensk sjöofficer, chef för Försvarsstaben 1982–1987.[201]
- 4 oktober – Jeanne Ashworth, 80, amerikansk skridskoåkare.[202]
- 4 oktober – Bert Romp, 59, nederländsk ryttare.[203]
- 4 oktober – John Tyrrell, 76, brittisk musikvetare.[204]
- 6 oktober – Montserrat Caballé, 85, spansk operasångare.[205]
- 6 oktober – Victoria Marinova, 30, bulgarisk journalist och programledare.[206]
- 6 oktober – Scott Wilson, 76, amerikansk skådespelare.[207]
- 7 oktober – Gibba, 93, italiensk animatör.[208]
- 8 oktober – Birgitta Götestam, 72, svensk regissör, skådespelare och manusförfattare.[209]
- 8 oktober – Joseph Tydings, 90, amerikansk demokratisk politiker, senator (Maryland) 1965–1971.[210]
- 9 oktober – Bengt Anlert, 84, svensk fotbollsspelare och fotbollstränare.[211]
- 9 oktober – Thomas Steitz, 78, amerikansk biokemist, nobelpristagare i kemi 2009.[212]
- 10 oktober – Gert Aspelin, 73, svensk konstnär.[213]
- 10 oktober – Denzil Davies, 80, brittisk labourpolitiker.[214][215]
- 10 oktober – Raymond H. Lévy, 91, fransk företagsledare.[216]
- 10 oktober – Kari Marklund, 80, svensk fysiker och förlagschef, landshövding i Norrbottens län 1999–2003.[217]
- 10 oktober – Mary Midgley, 99, brittisk moralfilosof och författare.[218]
- 10 oktober – Knut Thyberg, 92, svensk diplomat.[219]
- 11 oktober – Fatos Arapi, 89, albansk poet och romanförfattare.[220]
- 11 oktober – Labinot Harbuzi, 32, svensk fotbollsspelare (Malmö FF).[221]
- Exakt datum saknas – Leif Axmyr, 80, svensk brottsling.[222]
- 12 oktober – Pik Botha, 86, sydafrikansk politiker och diplomat, utrikesminister 1977–1994.[223]
- 12 oktober – Gudrun Henricsson, 92, svensk skådespelare och sångare.[224]
- 13 oktober – Annapurna Devi, 91, indisk musiker.[225]
- 13 oktober – Nikolaj Pankin, 69, rysk simmare.[226]
- 13 oktober – Georgeta Pitica, 88, rumänsk bordtennisspelare.[227]
- 14 oktober – Milena Dravić, 78, serbisk skådespelare.[228]
- 14 oktober – Per Theodor Haugen, 86, norsk skådespelare.[229]
- 14 oktober – Bengt Harding Olson, 81, svensk åklagare och folkpartistisk politiker.[230]
- 14 oktober – Mel Ramos, 83, amerikansk popkonstnär.[231]
- 14 oktober – Gösta "Svängsta" Svensson, 88, svensk höjdhoppare.[232]
- 15 oktober – Paul Allen, 65, amerikansk entreprenör, medgrundare till Microsoft och filantrop.[233]
- 15 oktober – Lennart Forsman, 93, svensk militär och översättare.[234]
- 15 oktober – Arto Paasilinna, 76, finländsk författare.[235]
- 15 oktober – Gösta Wrede, 90, svensk teolog.[236]
- 16 oktober – Bo Cavefors, 82, svensk författare och förläggare.[237]
- 16 oktober – Walter Huddleston, 92, amerikansk demokratisk politiker, senator för Kentucky 1973–1985.[238]
- 17 oktober – Ara Güler, 90, armenisk-turkisk fotograf.[239]
- 17 oktober – Kjerstin Stjernlöf, 88, svensk målare.[240]
- 17 oktober – Ellen Urho, 98, finländsk musikpedagog.[241]
- 18 oktober – Judit Magos, 67, ungersk bordtennisspelare.[242]
- 18 oktober – Åke Ortmark, 89, svensk journalist, författare och programledare.[243]
- 18 oktober – Lisbeth Palme, 87, svensk barnpsykolog, änka efter statsminister Olof Palme.[244]
- 18 oktober – Abdel Rahman Swar al-Dahab, 83, sudanesisk militär, president 1985–1986.[245]
- 19 oktober – Osamu Shimomura, 90, japansk forskare, nobelpristagare i kemi 2008.[246]
- 20 oktober – Donald Cohan, 88, amerikansk seglare.[247]
- 20 oktober – Wim Kok, 80, nederländsk socialdemokratisk politiker, premiärminister 1994–2002.[248]
- 21 oktober – Henrik Cervin, 84, svensk organist och tonsättare.[249]
- 21 oktober – Robert Faurisson, 89, brittiskfödd fransk litteraturvetare, historiker och förintelseförnekare.[250]
- 21 oktober – Joachim Rønneberg, 99, norsk motståndskämpe under andra världskriget, deltagare i Tungvattenaktionen i Rjukan 1943.[251]
- 21 oktober – Charles Wang, 74, kinesisk-amerikansk programvaruutvecklare, IT-entreprenör och ishockeylagsägare.[252]
- 22 oktober – Arthur Schnabel, 71, västtysk judoutövare.[253]
- 23 oktober – James Karen, 94, amerikansk skådespelare (Poltergeist).[254]
- 23 oktober – Agnete Laustsen, 83, dansk konservativ politiker, bostads- och hälsominister.[255][256]
- 23 oktober – Olle Wallner, 86, svensk företagsledare och internetpionjär.[257]
- 24 oktober – Tony Joe White, 75, amerikansk sångare, gitarrist och låtskrivare.[258]
- 25 oktober – Sonny Fortune, 79, amerikansk jazzsaxofonist och flöjtist.[259]
- 25 oktober – Torsten W. Persson, 96, svensk socialdemokratisk politiker, kommunalråd i Umeå 1970–1988.[260]
- 26 oktober – Nikolaj Karatjentsov, 73, rysk skådespelare och sångare.[261]
- 26 oktober – Dick Murunga, 65, kenyansk boxare.[262]
- 27 oktober – Edvin Nilsson, 90, svensk vildmarkskännare och naturfotograf.[263]
- 27 oktober – Ntozake Shange, 70, amerikansk författare, dramatiker och poet.[264]
- 27 oktober – Vichai Srivaddhanaprabha, 60, thailändsk affärsman, ägare av fotbollsklubben Leicester City.[265]
- 28 oktober – Pontus Grate, 96, svensk konsthistoriker och museiman.[266]
- 30 oktober – James J. Bulger, 89, amerikansk maffiaboss.[267]
- 30 oktober – Jin Yong, 94, hongkongesisk författare.[268]
- 30 oktober – Erika Mahringer, 93, österrikisk alpin skidåkare.[269]
- 31 oktober – Annika Sundbaum-Melin, 56, svensk journalist och författare.[270]

## November

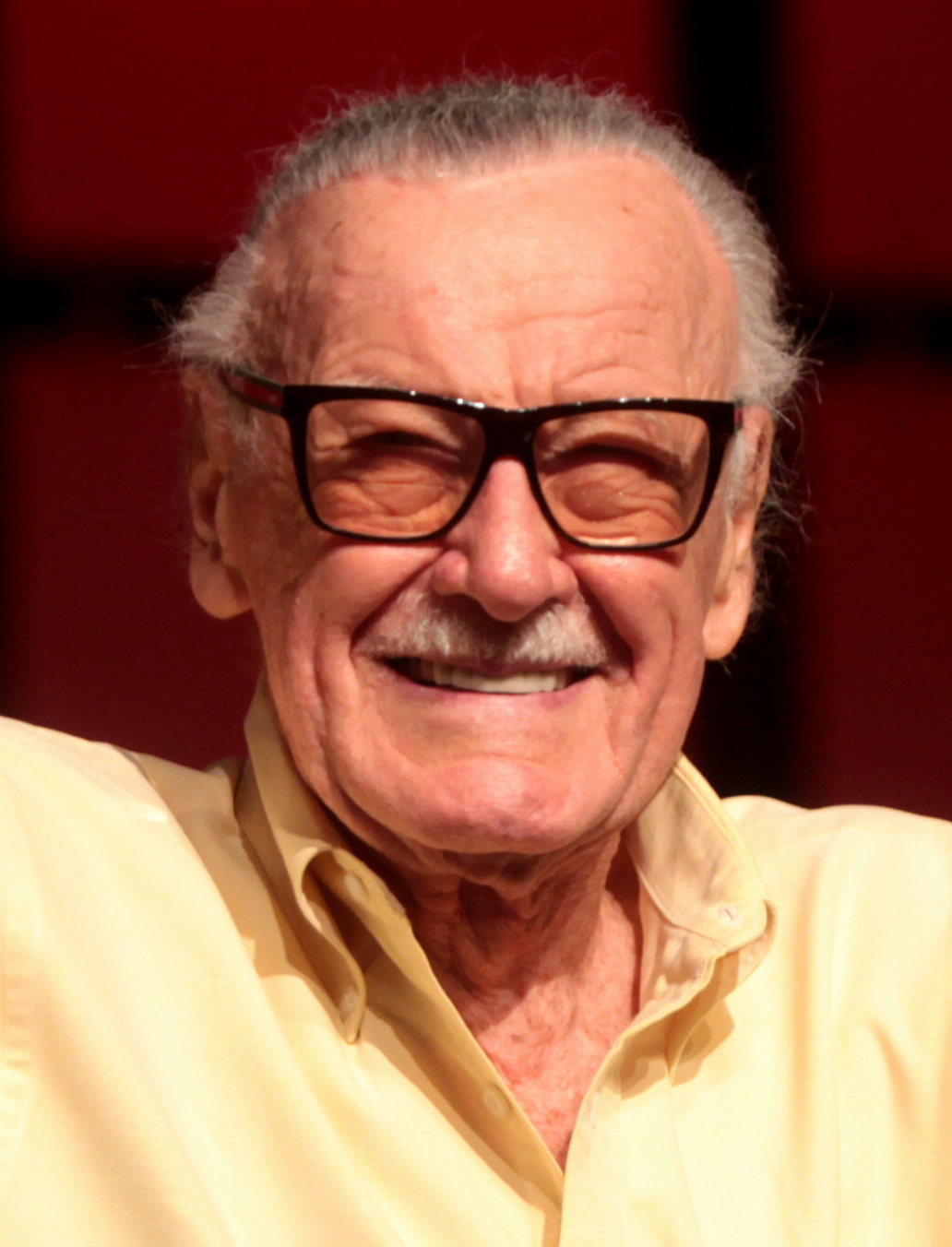
Den amerikanske serieskaparen Stan Lee avled 12 november, 95 år gammal.

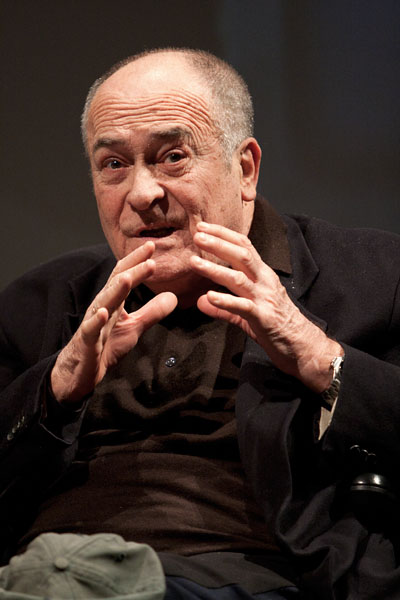
Den italienske regissören Bernardo Bertolucci avled 26 november, 77 år gammal.

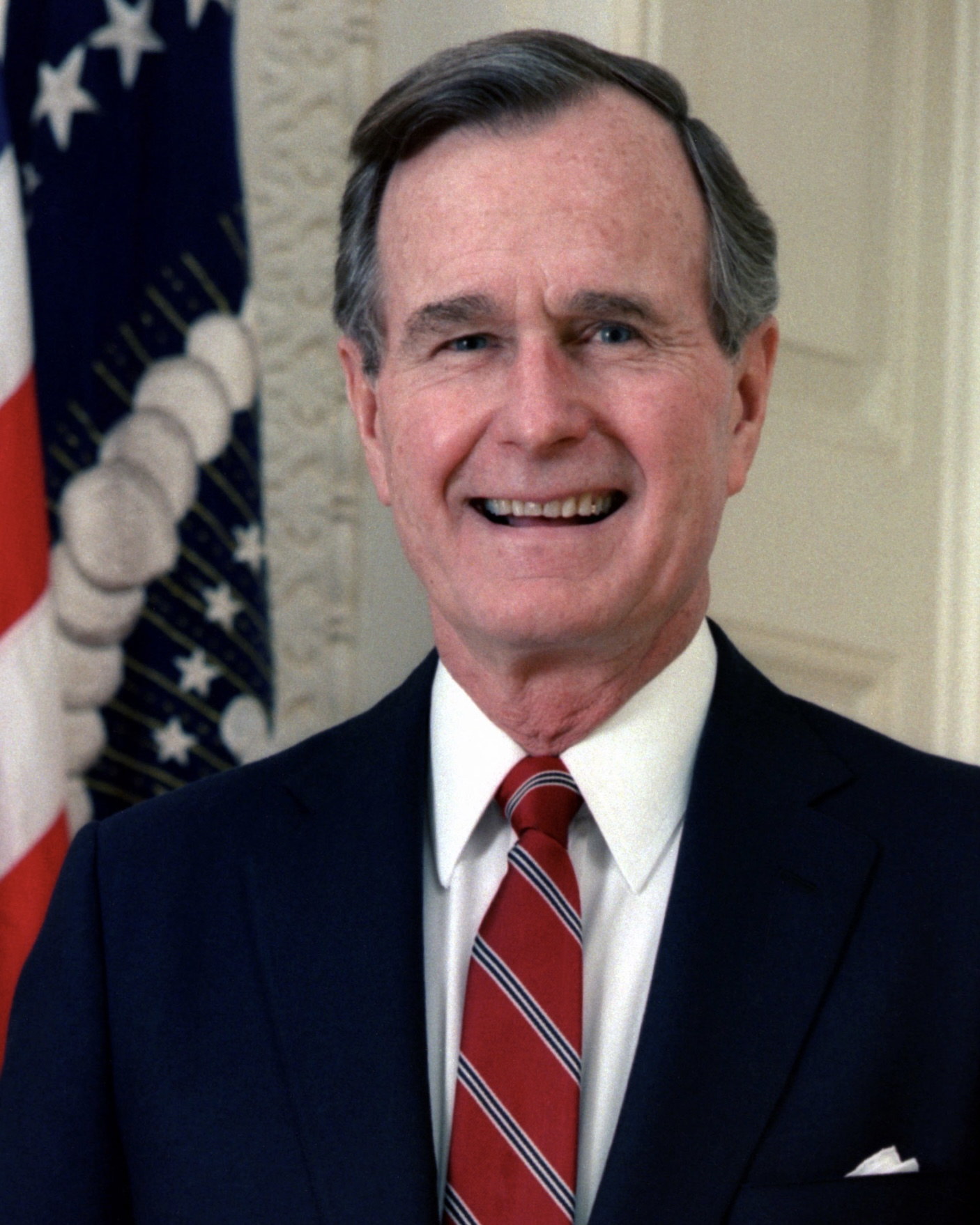
Den amerikanske presidenten George H.W. Bush avled 30 november, 94 år gammal.

- 1 november – Ken Swofford, 85, amerikansk skådespelare (Fame).[271]
- 2 november – Naftali Bon, 73, kenyansk friidrottare.[272]
- 2 november – Álvaro de Luna, 83, spansk skådespelare.[273]
- 3 november – Erik Berger, 93, svensk racerförare och affärsman.[274]
- 3 november – Eddie Foy III, 83, amerikansk skådespelare och rollbesättare.[275]
- 3 november – Sondra Locke, 74, amerikansk skådespelare och filmregissör.[276]
- 4 november – Bertil Mårtensson, 73, svensk författare och filosof.[277]
- 4 november – Magnus Olson, 89, svensk militär.[278]
- 4 november – Serhij Tkatj, 66, ukrainsk (sovjetisk) seriemördare.[279]
- 5 november – Alexandru Vișinescu, 93, rumänsk officer.[280]
- 6 november – Karin Liungman, 77, svensk kompositör och musiker.[281]
- 6 november – Hugh McDowell, 65, brittisk cellist (bland annat i ELO).[282]
- 6 november – Dave Morgan, 74, brittisk racerförare.[283][284]
- 7 november – Francis Lai, 86, fransk kompositör (Love Story, etc).[285]
- 7 november – Alan Watson, 85, skotsk jurist och rättshistoriker.[286]
- 9 november – Eric Forsgren, 90, svensk dokumentärfilmare och reporter.[287]
- 10 november – Thure Nässén, 83, svensk polis, utredde Palmemordet.[288]
- 12 november – Stan Lee, 95, amerikansk serieskapare (Marvel Comics, Spindelmannen, X-Men, etc).[289]
- 12 november – David Pearson, 83, amerikansk racerförare (NASCAR).[290]
- 13 november – Johan Asplund, 81, finsk-svensk (finlandssvensk) sociolog, socialpsykolog och översättare[291]
- 13 november – Bo Jonsson, 79, svensk filmproducent och manusförfattare.[292]
- 13 november - Gunnel Nilsson, 85, svensk sångare och skådespelare.[293]
- 13 november – Katherine MacGregor, 93, amerikansk skådespelare (Lilla huset på prärien, etc).[294]
- 13 november – John Wilson, 75, brittisk sportfiskare.[295]
- 14 november – Morten Grunwald, 83, dansk regissör och skådespelare (Olsen-banden).[296]
- 14 november – James V. Hansen, 86, amerikansk republikansk politiker, representanthusledamot från Utah 1981–2003.[297]
- 14 november – Fernando del Paso, 83, mexikansk författare och poet.[298]
- 15 november – John Bluthal, 89, polskfödd brittisk-australisk skådespelare.[299]
- 15 november – Adolf Grünbaum, 95, tysk-amerikansk  filosof och vetenskapsteoretiker.[300]
- 15 november – Werner Wejp-Olsen, 80, dansk serietecknare (Felix).[301]
- 16 november – Peter Berndtson, 62, finlandssvensk TV-journalist.[302]
- 16 november – Hans Eklund, 97, svensk konsthistoriker, museiman och författare.[303][304]
- 16 november – William Goldman, 87, amerikansk författare, manusförfattare och dramatiker.[305]
- 19 november – Alí Rodríguez Araque, 81, venezuelansk politiker och diplomat, utrikesminister 2004–2006 och ambassadör på Kuba sedan 2014.[306]
- 20 november – James H. Billington, 89, amerikansk historiker och professor, föreståndare för Kongressbiblioteket 1987–2015.[307]
- 20 november – Mac Collins, 74, amerikansk republikansk politiker, representanthusledamot 1993–2005.[308]
- 20 november – Aaron Klug, 92, brittisk molekylärbiolog, nobelpristagare i kemi 1982.[309]
- 20 november – Eimuntas Nekrošius, 65, litauisk teaterregissör.[310]
- 21 november – Igor Korobov, 62, rysk generalöverste och underrättelseofficer, chef för den militära underrättelsetjänsten (GRU) sedan 2016.[311]
- 22 november – Daisy Al-Amir, 83, irakisk författare.[312]
- 22 november – Soslan Andijev, 66, rysk (sovjetisk) brottare, olympisk mästare 1976 och 1980.[313]
- 22 november – Villy Bergström, 80, svensk nationalekonom och chefredaktör.
- 23 november – Mick McGeough, 62, kanadensisk ishockeydomare.[314]
- 23 november – Nicolas Roeg, 90, brittisk filmregissör.[315]
- 24 november – Helena Anhava, 93, finländsk författare.[316]
- 24 november – Rune Jansson, 86, svensk brottare.[317]
- 24 november – Ricky Jay, 72, amerikansk skådespelare och magiker.[318]
- 25 november – Randolph L. Braham, 95, rumänskfödd amerikansk historiker och statsvetare.[319]
- 25 november – Peter Lodenius, 76, finlandssvensk redaktör och författare.[320]
- 25 november – Veijo Virsu, 77, finländsk neuropsykolog och professor.[321]
- 26 november – Bernardo Bertolucci, 77, italiensk filmregissör.[322]
- 26 november – Samuel Hadida, 64, amerikansk filmproducent.[323]
- 26 november – Stephen Hillenburg, 57, amerikansk animatör (SvampBob Fyrkant).[324]
- 27 november – Ed Pastor, 75, amerikansk demokratisk politiker, representanthusledamot från Arizona 1991–2015.[325]
- 28 november – Åke Arenhill, 98, svensk konstnär, scenograf, kåsör och textförfattare.[326]
- 28 november – Robert Morris, 87, amerikansk konstnär och skribent.[327]
- 29 november – Heidi von Born, 82, svensk författare och översättare.[328]
- 29 november – Olof Brundin, 57, svensk journalist.[329][330]
- 29 november – Viktor Matvijenko, 70, ukrainsk (sovjetisk) fotbollsspelare.[331]
- 30 november – George H.W. Bush, 94, amerikansk politiker, president 1989–1993.[332]

## December

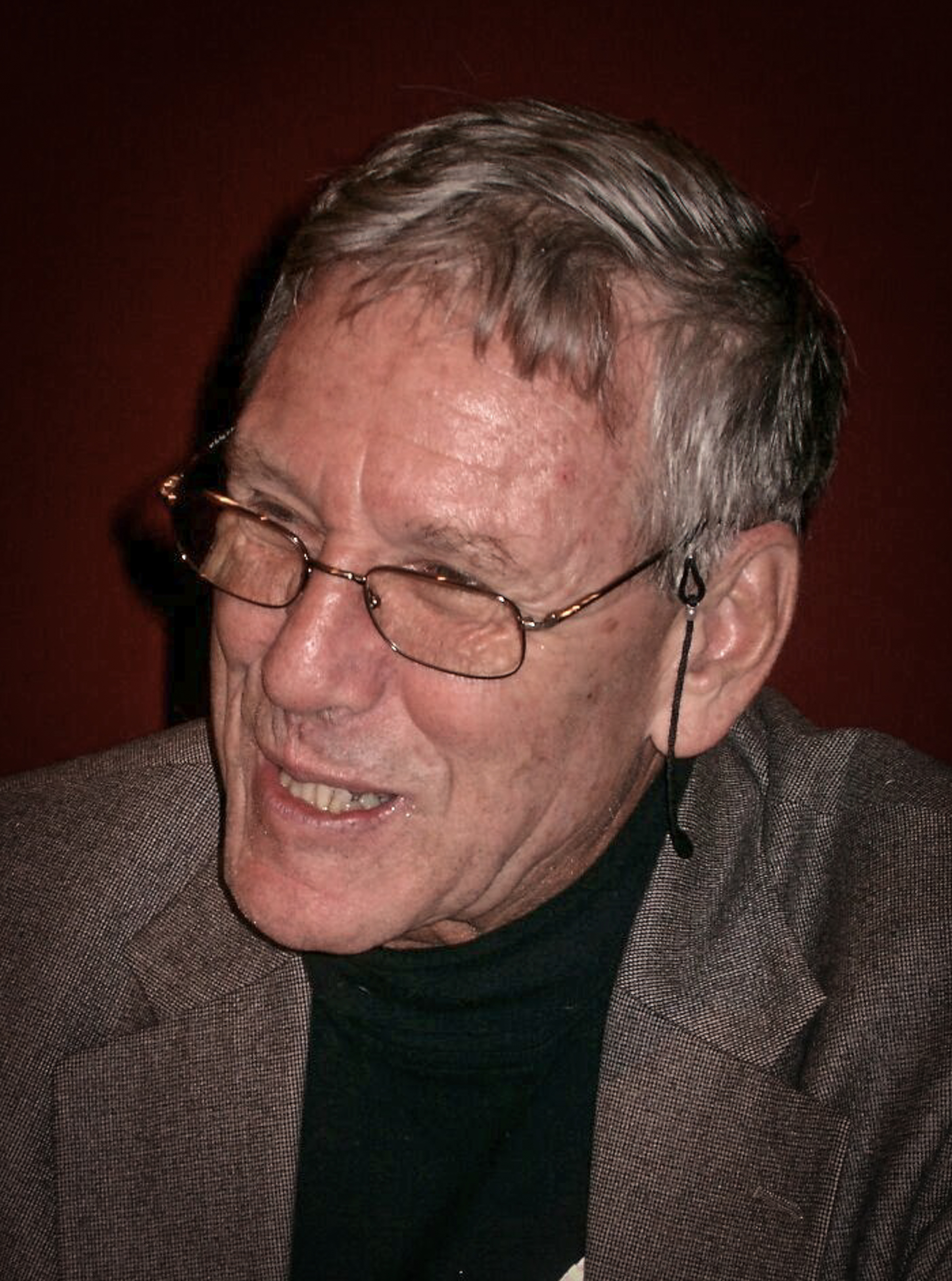
Den israeliske författaren Amos Oz avled 28 december, 79 år gammal.

- 1 december – Ennio Fantastichini, 63, italiensk skådespelare.[333]
- 2 december – Dorothy Irving, 91, svensk-brittisk sångare och sångpedagog.
- 3 december – Andrej Bitov, 81, rysk författare.[334]
- 3 december – Philip Bosco, 88, amerikansk skådespelare.[335]
- 4 december – Nika Rurua, 50, georgisk politiker, kultur- och idrottsminister 2008–2012.[336]
- 6 december – Håkan Jeppsson, 57, svensk fotbollsordförande.[337][338]
- 6 december – Joseph Joffo, 87, fransk författare.[339]
- 6 december – Aleksandr Minajev, 64, rysk (sovjetisk) fotbollsspelare.[340]
- 6 december – Pete Shelley, 63, brittisk sångare, låtskrivare och gitarrist (The Buzzcocks).[341]
- 7 december – Belisario Betancur, 95, colombiansk politiker, president 1982–1986.[342]
- 9 december – Robert Bergland, 90, amerikansk politiker, jordbruksminister 1977–1981.[343]
- 9 december – William Blum, 85, amerikansk historiker och författare.[344]
- 9 december – Tor Fretheim, 72, norsk journalist och barn- och ungdomsboksförfattare.[345]
- 9 december – Riccardo Giacconi, 87, italiensk-amerikansk astrofysiker, nobelpristagare i fysik 2002.[346]
- 9 december – Yumiko Shige, 53, japansk olympisk seglare.[347]
- 10 december – Robert Spaemann, 91, tysk katolsk filosof.[348]
- 12 december – Pavle Strugar, 85, montenegrinsk general i Jugoslaviska folkarmén och dömd krigsförbrytare.[349]
- 14 december – Horst Herold, 95, tysk polistjänsteman, chef för västtyska Bundeskriminalamt 1971–1981.[350]
- 14 december – Matti Kassila, 94, finsk filmregissör, manusförfattare, skådespelare och filmproducent.[351]
- 15 december – Jerry Chesnut, 87, amerikansk låtskrivare.[352]
- 15 december – Girma Wolde-Giorgis, 93, etiopisk politiker, president 2001–2013.[353]
- 17 december – Thea Kleven, 17, norsk backhoppare.[354]
- 17 december – Penny Marshall, 75, amerikansk filmregissör, producent och skådespelare.[355]
- 18 december – Shinobu Sekine, 75, japansk judoutövare, olympisk mästare 1972.[356]
- 19 december – Alf Nilsson, 88, svensk skådespelare.[357]
- 20 december – Klaus Hagerup, 72, norsk författare, skådespelare och regissör.[358]
- 20 december – Donald Moffat, 87, brittisk-född amerikansk skådespelare.[359]
- 21 december – Edda Göring, 80, tysk läkarsekreterare, dotter till Hermann Göring.[360]
- 21 december – Lars Hindmar, 97, svensk gångare och företagsledare.[361]
- 22 december – Paddy Ashdown, 77, brittisk politiker.[362]
- 23 december – Troels Kløvedal, 75, dansk långfärdsseglare och författare.[363]
- 24 december – Alec Aalto, 76, finländsk diplomat.[364]
- 24 december – Stanko Poklepović, 80, kroatisk (jugoslavisk) fotbollsspelare och tränare.[365]
- 26 december – Roy J. Glauber, 93, amerikansk fysiker, nobelpristagare i fysik 2005.[366]
- 28 december – Peter Hill-Wood, 82, brittisk affärsman, ordförande i Arsenal 1982–2013.[367]
- 28 december – Seydou Badian Kouyaté, 90, malisk författare och politiker.[368]
- 28 december – Amos Oz, 79, israelisk författare.[369]
- 28 december – Ray Sawyer, 81, amerikansk rockmusiker, sångare i Dr Hook.[370]
- 28 december – Shehu Shagari, 93, nigeriansk politiker, landets president 1979–1983.[371]
- 28 december – June Whitfield, 93, brittisk skådespelare (Helt hysteriskt).[372]
- 29 december – Agneta Eckemyr, 68, svensk skådespelare, modefotograf och designer.[373]
- 29 december – Brian Garfield, 79, amerikansk författare (Death Wish – våldets fiende nr 1).[374]
- 30 december – Edgar Hilsenrath, 92, tysk författare.[375]